# Czahariwka
Czahariwka (ukr. Чагарівка) – wieś na Ukrainie, w obwodzie chmielnickim, w rejonie kamienieckim. W 2001 liczyła 182 mieszkańców.